# Pierre Ligou
Pierre Ligou (Avinyó, 1749 - Alès, 1822) fou un compositor classicista occità. Estudià en el seminari, i el 1769 aconseguí la plaça d'organista a Alès, que conservà tota la vida. L'anomenaven l'abat Ligou perquè havia portat en el seminari i en el cor de la catedral un petit coll com els sacerdots. Escrigué dues òperes còmiques: Argent fait tout i Les deux Aveugles de Francoville, representades amb èxit en els teatres de París; un Te Deum, molt apreciat al Migdia de França; diverses misses, motets, etc. Deixà manuscrites dues òperes: Armide de Quinault, i Samson, de Voltaire